# Aioliops novaeguineae
Aioliops novaeguineae är en fiskart som beskrevs av Rennis och Hoese, 1987. Aioliops novaeguineae ingår i släktet Aioliops och familjen Ptereleotridae. Inga underarter finns listade i Catalogue of Life.